# Loddon Shire
Loddon Shire är en kommun i Australien. Den ligger i delstaten Victoria, omkring 190 kilometer nordväst om delstatshuvudstaden Melbourne. Antalet invånare var 7 516 vid folkräkningen 2016.